# Ona je muškarac
Ona je muškarac (eng. She's The Man) je američka romantična komedija iz 2006. godine koju je režirao Andy Fickman. U filmu glume Amanda Bynes i Channing Tatum, a radnja se odvija oko djevojke Viole Hastings, koja pohađa školu umjesto svojega brata (praveći se da je muškarac) kako bi igrala za školski nogometni tim.

## Radnja
Viola Hastings (Amanda Bynes) je srednjoškolska igračica nogometa čiji tim djevojaka Cornwall biva izbačen. Nakon što zatraži da se pridruži muškom nogometnom timu te je oni odbiju, Viola se odlučuje prebaciti kod Cornwallovog najvećeg suparnika Illyria. Njezin brat blizanac Sebastian (James Kirk) bi trebao krenuti u školu Illyria kao novi učenik, ali on odlučuje kako će tajno otići u London kako bi sudjelovao u natjecanju rock bendova. Sebastian moli Violu da ga pokriva tako da školi kaže kako je bolestan, a rastavljenim roditeljima kako se nalazi kod jednog od njih. 
Umjesto toga, Viola odlučuje kako će se prerušiti u Sebastiana te pridružiti školskom nogometnom timu Illyrie. Nada se kako će pobijediti tim Cornwalla u kojem golmana igra njezin zajedljivi bivši dečko Justin (Robert Hoffman). Uz pomoć svojih prijatelja Paula (Jonathan Sadowski), Kie (Amanda Crew), i Yvonne (Jessica Lucas) Viola se "pretvori" u Sebastiana.
U Illyriji, Violin cimer je Duke Orsino (Channing Tatum), zgodni nogometni napadač. Kia i Yvonne odluče pomoći Violi da njezin alter ego bude popularan tako da se pretvaraju da su zaljubljene u "Sebastiana". Viola spletom okolnosti u javnosti prekine vezu s pravom Sebastianovom djevojkom Monique (Alex Breckenridge), koju inače nije podnosila. Duke i njegovi prijatelji su zadivljeni, ali Viola i alje nije bila dovoljno dobra u nogometu kako bi ušla u prvu postavu. Nakon što provede puno vremena s njim, Viola shvaća kako se zaljubila u Dukea. Ali, Dukeu se sviđa Violina partnerica iz kemijskog laboratorija, Olivia (Laura Ramsey). Duke obećava "Sebastianu" kako će ga dodatno vježbati nogomet ako mu "on" pomogne da ga zamjeti Olivia. Ubrzo, zahvaljujući Dukeu, Viola ulazi u prvu postavu tima koju joj dodijeli trener Dinklage (Vinnie Jones). 
Tijekom boravka na Illyriji, Viola zbunjuje svih imavši tampone u torbi, zatim biva udarena loptom u međunožje a da ju ne boli, i iznenadno iznosi mišljenje kao djevojka koje zatim mijenja u one kakve imaju dečki. U međuvremenu, Olivia se zaljubi u "Sebastiana", ali kako ga ona ne zanima, Olivia ga želi učiniti ljubomornim tako da iziđe van s Dukeom. Monique i Malcom (James Snyder) (koji je zaljubljen u Oliviu te je ljubomoran na "Sebastiana") odluče skupa saznati pravi identitet Viole.
Radnja postaje složenija kada se pravi Sebastian vrati iz Londona dan ranije. Dok ulazi u Illyriju, Olivia se odjednom pojavi te poljubi. Duke ih vidi te pomisli kako ga je "Sebastian" izdao. Njih dvoje se posvađaju i Duke izbaci Violu iz sobe. Na dan velike utakmice Monique i Malcolm kažu pravu istinu o Violu ravnatelju Goldu (David Cross). Ali kako je Viola prespala, pravi Sebastian mora igrati umjesto nje. Ravnatelj Gold zaustavlja igru i pred svima kaže kako je Sebastian ustvari djevojka, ali Sebastian dokazuje kako je dečko skinuvši hlače i pokazavši genitalije (što nije prikazano na ekranu). Na poluvremenu, Viola mu objasni situaciju te se zamijeni sa Sebastianom.
Duke je još uvijek ljut na "Sebastiana" te odbija dodati loptu Violi. Zatim dolazi do svađe između Dukea i Viole koju izazove Justin. Duke udari Justina te oba tima počnu tučnjavu koju zaustavlja trener Dinklage. Viola svima objasni kako je ona ustvari cura, ali nitko joj nije vjerovao dok nije pokazala grudi (što ponovno nije prikazano na ekranu). Trener joj dopušta da nastavi igru. Illyria pobjeđuje kad Duke asistira Violi koja zabija gol u mrežu svog bivšeg dečka Justina. 
Svi iz Illyrie slave osim Dukea koji je još uvijek povrijeđen. Viola poziva Dukea na bal kojeg organizira njezina majka. Čeka ga u vrtu i govori mu, ali kasnije shvati da govori to drugom čovjeku koji je u sjeni. Zatim se Duke pojavi iza Viole. Na balu ih prozovu, zatim se njih dvoje dođu i poljube se pred svima te im publika pljeska. Na kraju filma, prikazuju se Viola i Duke kako zajedno igraju u prvoj postavi za Illyriu.

## Uloge
- Amanda Bynes kao Viola/"Sebastian" Hastings
- Channing Tatum kao Duke Orsino
- Laura Ramsey kao Olivia Lennox
- David Cross kao ravnatelj Horatio Gold
- Vinnie Jones kao trener Dinklage
- Alex Breckenridge kao Monique Valentine
- John Pyper-Ferguson kao Roger
- Julie Hagerty kao Daphne
- James Kirk kao Sebastian Hastings
- Robert Hoffman kao Justin Drayton
- Jonathan Sadowski kao Paul Antonio
- Amanda Crew kao Kia
- Jessica Lucas kao Yvonne
- James Snyder kao Malcolm Feste
- Robert Torti kao trener Pistonek
- Lynda Boyd kao Cheryl
- Brandon Jay McLaren kao Toby
- Clifton MaCabe Murray kao Andrew
- Emily Perkin kao Eunice Bates

## Zarada
Film je debitirao u Sjevernoj Americi zaradivši 10,7 milijuna američkih dolara u prvom vikendu prikazivanja. Ukupno je zaradio $33.741.133 u SAD-u te $57.194.667 širom svijeta.[nedostaje izvor]